# Gássajávrásj
Gássajávrásj, enligt tidigare ortografi Kassajauratj, är en sjö i Arjeplogs kommun och Jokkmokks kommun i Lappland och ingår i Piteälvens huvudavrinningsområde. Sjön har en area på 0,155 kvadratkilometer och ligger 816 meter över havet. Gássajávrásj ligger i Sulitelma Natura 2000-område.

## Delavrinningsområde
Gássajávrásj ingår i det delavrinningsområde (744979-153508) som SMHI kallar för Ovan Hádditjåhkå. Medelhöjden är 1 029 meter över havet och ytan är 49,16 kvadratkilometer. Det finns inga avrinningsområden uppströms utan avrinningsområdet är högsta punkten. Varvvekjåhkå som avvattnar avrinningsområdet har biflödesordning 1, vilket innebär att vattnet flödar genom totalt 2 vattendrag (Piteälven) innan det når havet. Avrinningsområdet består mestadels av kalfjäll (99 procent). Avrinningsområdet har 0,4 kvadratkilometer vattenytor vilket ger det en sjöprocent på 0,8 procent. Delavrinningsområdet täcks till 0,0 procent av glaciärer, med en yta av 0,0013 kvadratkilometer.